# Laurin & Klement A
Laurin & Klement A byl první automobil firmy Laurin & Klement. Vyráběl se v roce 1905. Jednalo se o dvousedadlové voiturette – toto obecné označení malého dvoumístného automobilu bývá někdy používáno jen pro L&K A samotný. Motor byl vidlicový dvouválec, nacházel se v přední části vozu (za přední nápravou) a poháněl zadní kola. Jeho výkon byl 7 koní (5 kW), objem 1005 cm3, vůz s ním mohl jet až 40 km/h.